# Persija Jakarta
Il Persija Jakarta è una società calcistica di Giacarta, Indonesia. Milita in Liga Indonesia, prima divisione nazionale.

## Storia
Il club fu fondato nel 1928 con il nome di VIJ Jakarta (Voetbalbond Indonesische Jacatra). Nel 1968 cambiò nome in quello attuale. Gioca le partite più importanti al Bung Karno Stadium.

## Palmarès

### Competizioni nazionali
- Perserikatan: 9

1931, 1933, 1934, 1938, 1954, 1964, 1973, 1975, 1979
- Campionato indonesiano: 2

2000-2001, 2018
- Piala Emas Bang Yos (PEBY): 1

2003
- Coppa Bang Ali: 1

1977
- Trofeo Persija: 2

2011, 2012
- Coppa Jusuf: 1

1977
- Coppa Siliwangi: 2

1976, 1978
- Coppa Surya: 1

1978
- Coppa Marah Halim: 1

1977

### Competizioni internazionali
- Quoch Khanh Saigon Cup: 1

1973
- Brunei Invitation Cup: 2

2000, 2001
- Coppa Soeratin: 4

1967, 1970, 1972, 1974

### Altri piazzamenti
- Campionato indonesiano:

Secondo posto: 2022-2023
Terzo posto: 2010-2011
- Coppa dell'Indonesia:

Finalista: 2005, 2019
- Coppa dell'AFC:

Semifinale zonale: 2018

## Rosa 2023
| N. |                      | Ruolo | Calciatore        |
| -- | -------------------- | ----- | ----------------- |
| 2  | Indonesia (bandiera) | D     | Rio Fahmi         |
| 6  | Indonesia (bandiera) | C     | Tony Sucipto      |
| 7  | Giappone (bandiera)  | C     | Ryo Matsumura     |
| 8  | Indonesia (bandiera) | C     | Syahrian Abimanyu |
| 9  | Croazia (bandiera)   | A     | Marko Šimić       |
| 10 | Polonia (bandiera)   | C     | Maciej Gajos      |
| 11 | Indonesia (bandiera) | D     | Firza Andika      |
| 13 | Indonesia (bandiera) | P     | Adre Arido        |
| 17 | Rep. Ceca (bandiera) | D     | Ondřej Kúdela     |
| 19 | Indonesia (bandiera) | C     | Hanif Sjahbandi   |
| 22 | Filippine (bandiera) | C     | Oliver Bias       |
| 23 | Indonesia (bandiera) | D     | Hansamu Yama      |
| 24 | Indonesia (bandiera) | C     | Resky Fandi       |

| N. |                      | Ruolo | Calciatore           |
| -- | -------------------- | ----- | -------------------- |
| 25 | Indonesia (bandiera) | A     | Riko Simanjuntak     |
| 26 | Indonesia (bandiera) | P     | Andritany (capitano) |
| 33 | Indonesia (bandiera) | D     | Akbar Arjunsyah      |
| 41 | Indonesia (bandiera) | D     | Muhammad Ferarri     |
| 50 | Indonesia (bandiera) | P     | Cahya Supriadi       |
| 56 | Indonesia (bandiera) | D     | Maman Abdurrahman    |
| 58 | Indonesia (bandiera) | C     | Rayhan Hannan        |
| 70 | Brasile (bandiera)   | A     | Gustavo              |
| 73 | Indonesia (bandiera) | C     | Sandi Samosir        |
| 74 | Indonesia (bandiera) | D     | Rizky Ridho          |
| 77 | Indonesia (bandiera) | C     | Dony Tri Pamungkas   |
| 99 | Indonesia (bandiera) | A     | Aji Kusuma           |

## Tifosi
I Jakmania's sono i sostenitori del Persija Jakarta's. Sono tra i più appassionati e fanatici del paese. Purtroppo sono conosciuti per gli atti di violenza commessi. Tra questi vanno ricordati gli scontri avvenuti durante la finale di Liga Indonesia contro il Persipura Jayapura. Persija perse la partita con il punteggio di 2-3. I sostenitori della squadra scaricarono la loro rabbia devastando il Bung Karno Stadium.